# Sabetha
Sabetha è un comune degli Stati Uniti d'America, situato nello Stato del Kansas, diviso tra la contea di Nemaha e la contea di Brown.